# Auletes wagenblasti
Auletes wagenblasti is een keversoort uit de familie Rhynchitidae. De wetenschappelijke naam van de soort is voor het eerst geldig gepubliceerd in 1935 door Uyttenboogaart.